# Malisa Longo
Malisa Longo (* 13. Juli 1950 in Venedig; eigentlich Maria Luisa Longo) ist eine italienische Schauspielerin und Schriftstellerin.

## Leben
Longo begann ihre Karriere als Fotomodell, bis nach der Wahl zur Miss Cinema diverse Regisseure auf sie aufmerksam wurden. Neben ersten Rollen nahm sie Sprech-, Tanz- und Schauspielkurse. So war sie seit 1968 in fast siebzig Genrefilmen, quer durch alle Genres, aber immer wieder erotischer Natur, bis 1992 meist schmückendes Beiwerk. Dabei unterlag ihr Name den verschiedensten Schreibvarianten. Seit den 1980er Jahren hatte sie auch verstärkt für das Theater gearbeitet. Mit ihrem Karriereverlauf unzufrieden, begann sie zu dieser Zeit, schriftstellerisch tätig zu werden. Neben verschiedenen Reportagen schrieb sie auch Fiction und für Film und Fernsehen. Mehrfach wurde sie für erotische Geschichten mit Preisen ausgezeichnet.
Longo war mit dem italienischen Produzenten Riccardo Billi verheiratet.

## Filmografie (Auswahl)
- 1968: Sieben Jungfrauen für den Teufel (Nude… si muore)
- 1969: Nackt über Leichen (Una sull'altra)
- 1969: Zorro – Graf von Navarra (Zorro marchese di Navarra)
- 1970: Django sfida Sartana
- 1970: La muerte busca un hombre
- 1971: Blindman, der Vollstrecker (Blindman)
- 1971: El Zorro, caballero de la justicia
- 1972: Die Opium Connection (Afyon oppio)
- 1972: Die Todeskralle schlägt wieder zu
- 1973: C’era una volta questo pazzo pazzo west
- 1973: Der Clan der Killer (Un tipo con una faccia strana ti cerca per ucciderti)
- 1973: Le guerriere dal seno nudo
- 1973: Le llamaban Calamidad
- 1974: Supermänner gegen Amazonen (Superuomini, superdonne, superbotte)
- 1975: Von Wölfen gehetzt (Zanna Bianca e il cacciatore solitario)
- 1976: Salon Kitty
- 1976: The 44 Specialist (Mark colpisce ancora)
- 1977: El Macho
- 1977: Der Mann aus Virginia (California)
- 1978: Bloody Camp (Helga, la louve de Stilberg)
- 1980: Helm auf – Hose runter (La dottoressa ci sta col colonnello)
- 1982: Gunan – König der Barbaren (Gunan il guerriero)
- 1983: Thor – Der unbesiegbare Barbar (Thor il conquistatore)
- 1988: The Red Monks (I frati rossi)
- 1990: Nightmare Concert (Un gatto nel cervello)

## Bücher
- 2000: Così come sono. Borelli, 160 S.
- 2002: Il cantico del corpo. LietoColle, 46 S.
- 2005: Aggiungi un seggio a tavola. Graus Editore, 256 S.